# Taranucnus
Genre
Taranucnus est un genre d'araignées aranéomorphes de la famille des Linyphiidae.

## Distribution
Les espèces de ce genre se rencontrent en zone holarctique.

## Liste des espèces
Selon World Spider Catalog (version 19.0, 06/06/2018) :
- Taranucnus beskidicus Hirna, 2018
- Taranucnus bihari Fage, 1931
- Taranucnus carpaticus Gnelitsa, 2016
- Taranucnus nishikii Yaginuma, 1972
- Taranucnus ornithes (Barrows, 1940)
- Taranucnus setosus (O. Pickard-Cambridge, 1863)

## Publication originale
- Simon, 1884 : Les arachnides de France. Paris, vol. 5, p. 180-885 (texte intégral).